# União das Freguesias de Curopos e Vale de Janeiro
União das Freguesias de Curopos e Vale de Janeiro, kurz UF Curopos e Vale de Janeiro ist eine Gemeinde (Freguesia) im portugiesischen Kreis von Vinhais, in der Region Trás-os-Montes.
Die Gemeinde hat 313 Einwohner und eine Fläche von 36,20 km² (Stand nach Zahlen vom 30. Juni 2011).
Sie entstand im Zuge der Administrative Neuordnung in Portugal 2013 am 29. September 2013 durch Zusammenschluss der Gemeinden Curopos und Vale de Janeiro. Sitz der neuen Gemeinde wurde Curopos.